# Ibagué
Ibagué ist die Hauptstadt und eine Gemeinde (municipio) im kolumbianischen Departamento Tolima. Die Stadt liegt im Zentrum des Landes, 190 km westlich von Bogotá, an der Cordillera Central der kolumbianischen Anden. Die Stadt Ibagué ist in 13 Stadtbezirke (comunas) unterteilt und das ländliche Gebiet umfasst 17 corregimientos. Es ist das wichtigste Zentrum für politische, wirtschaftliche, administrative, geschäftliche, künstlerische, kulturelle und touristische Aktivitäten in der Region.
Gegründet wurde Ibagué im Jahre 1550 durch Andrés López de Galarza und nach dem Kaziken Ibagué als Villa de San Bonifacio de Ibagué del Valle de las Lanzas benannt. Dies macht Ibagué zu einer der ältesten Städte Amerikas. 1887 wurde sie zur Hauptstadt des Departamento Huila und wurde erst 1910 nach Entstehung des Departamento Tolima zu dessen Hauptstadt.
Das Konservatorium von Tolima gilt als eine der wichtigsten Musikschulen des Landes. Seit 1959 veranstaltet die Stadt im Juni das kolumbianische Folklorefestival (Festival Folclórico Colombiano), eine der wichtigsten kulturellen Veranstaltungen Kolumbiens. Monumente, die auf Musik anspielen, sind überall in der Stadt verstreut. Mit unzähligen Veranstaltungen, Konzerten und Theateraufführungen ist die Stadt als „musikalische Hauptstadt“ Kolumbiens bekannt geworden. Die wichtigsten öffentlichen Einrichtungen für Studium und Forschung sind die private Universidad de Ibagué, die Universidad del Tolima, das Konservatorium und die Nationale Fernuniversität (UNAD).

## Geographie
Die Gemeinde Ibagué liegt am Osthang der Cordillera Central der kolumbianischen Anden, am Fuße eines breiten Tals, das vom Fluss Coello und seinem Nebenfluss Combeima gebildet wird. Die Flüsse beziehen ihr Wasser von den schneebedeckten Gipfeln des Nevado del Tolima, der Teil des Nationalparks Los Nevados ist, welcher weitgehend auf dem Gebiet der Gemeinde Ibagué liegt. Da sich die Region in der Nähe des Äquators befindet, haben die Jahreszeiten keine thermische Ausprägung. Dennoch verfügt das Gebiet über verschiedene Klimata, die je nach Höhe stark variieren. Diese reichen von schneebedeckten Gipfeln wie dem Nevado del Tolima auf 5300 m ü. M., die Temperaturen unter Null erreichen, bis zu heißen Gebieten in Tälern unter 800 m ü. M. in der Nähe des Rio Magdalena, die Temperaturen über 30 °C erreichen.
An die Gemeinde grenzen im Norden Anzoátegui und Alvarado, im Osten Piedras und Coello, im Süden San Luis und Rovira und im Westen Cajamarca sowie Salento im Departamento del Quindío.

## Bevölkerung
Die Gemeinde Ibagué hat 574.568 Einwohner, von denen 543.555 im städtischen Teil (cabecera municipal) leben (Stand: 2019).

## Geschichte
Ibagué wurde am 14. Oktober 1550 vom Spanier Andrés López de Galarza als Villa de San Bonifacio de Ibagué del Valle de las Lanzas (Stadt vom Heiligen Bonifazius von Ibagué im „Tal der Speere“) an einem nahegelegenen Ort gegründet, der heute das Stadtgebiet der benachbarten Gemeinde Cajamarca etwa 42 km westlich der heutigen Stadt Ibagué umfasst. Die indigenen Pijaos, die von dem Kaziken Ibagué angeführt wurden, waren nicht begeistert von den Spaniern, die das Gebiet besiedelten, so dass die Stadt am 7. Februar 1551 an ihrem jetzigen Standort neu gegründet wurde. Von April bis Dezember 1854 war Ibagué nach einem Staatsstreich von José María Melo, einem General und Politiker aus Chaparral, Tolima, kurzzeitig die Hauptstadt von Neugranada. 1908, als das Departamento Tolima gegründet wurde, wurde Ibagué zu dessen Hauptstadt. Die Universität Tolima wurde 1945 gegründet und 1954 zur staatlichen Universität erhoben. Die Stadt ist auch die Heimat des römisch-katholischen Erzbistums Ibagué. Im Jahr 2022 ist Ibagué Kulturhauptstadt Amerikas.

## Wirtschaft
Ibagués wirtschaftliche Bedeutung liegt im Anbau von Reis und Kaffee sowie der Viehzucht. Die Industrie besteht hauptsächlich aus Textilindustrie, Lederverarbeitung und Brauereien. Ein weiterer Wirtschaftsfaktor ist der Tourismus rund um den Cañon de Combeima. Der Nationalpark mit drei Vulkanen, deren Gipfel schnee- und eisbedeckt sind, ist für Bergsteiger attraktiv.

## Sport
In Ibagué ist der Fußballclub Deportes Tolima beheimatet, der bislang einmal kolumbianischer Meister wurde und viermal Vizemeister. Der Nationalspieler James Rodríguez ist hier aufgewachsen, nachdem er mit seiner Mutter als Kind von Cúcuta hierherzog.

## Söhne und Töchter der Stadt
- Gabriel París Gordillo (1910–2008), Politiker und Militär, Präsident von Kolumbien
- Cristina Umaña (* 1974), Schauspielerin
- Yineth Varón (* 1982), Fußballspielerin
- Nadya Ortiz (* 1986), Schachspielerin
- Jaminton Campaz (* 2000), Fußballspieler
- Juan Alegría (* 2002), Fußballspieler

## Klimatabelle
|                       | Jan  | Feb  | Mär  | Apr  | Mai  | Jun  | Jul  | Aug  | Sep  | Okt  | Nov  | Dez  |   |      |
| Mittl. Tagesmax. (°C) | 28,5 | 28,6 | 28,6 | 27,7 | 27,7 | 28,4 | 29,5 | 29,9 | 29,3 | 27,2 | 27,1 | 27,6 | ⌀ | 28,3 |
| Mittl. Tagesmin. (°C) | 18,6 | 19,0 | 19,2 | 19,1 | 19,1 | 18,9 | 18,6 | 19,0 | 18,9 | 18,9 | 18,8 | 18,5 | ⌀ | 18,9 |
|                       |      |      |      |      |      |      |      |      |      |      |      |      |   |      |
| Niederschlag (mm)     | 79   | 96   | 138  | 194  | 238  | 120  | 72   | 100  | 160  | 232  | 168  | 114  | Σ | 1711 |
|                       |      |      |      |      |      |      |      |      |      |      |      |      |   |      |
| Sonnenstunden (h/d)   | 5,7  | 4,9  | 4,5  | 4,4  | 5,2  | 5,8  | 6,3  | 6,2  | 6,0  | 4,7  | 4,8  | 5,3  | ⌀ | 5,3  |
|                       |      |      |      |      |      |      |      |      |      |      |      |      |   |      |
| Luftfeuchtigkeit (%)  | 74   | 74   | 76   | 78   | 80   | 74   | 66   | 63   | 68   | 80   | 81   | 78   | ⌀ | 74,3 |

| 18,6 |

| 19,0 |

| 19,2 |

| 19,1 |

| 19,1 |

| 18,9 |

| 18,6 |

| 19,0 |

| 18,9 |

| 18,9 |

| 18,8 |

| 18,5 |

| 18,6 |

| 19,0 |

| 19,2 |

| 19,1 |

| 19,1 |

| 18,9 |

| 18,6 |

| 19,0 |

| 18,9 |

| 18,9 |

| 18,8 |

| 18,5 |